# アハメド・エル＝シェナウィ
アハメド・エル＝シェナウィ（Ahmed El-Shenawy 、1991年5月14日 - ）は、エジプト・ポートサイド出身のプロサッカー選手。エジプト代表。ポジションは、ゴールキーパー。

## 代表歴
エジプト代表の一員として参加したアフリカユース選手権2011では大会最優秀ゴールキーパーに選ばれた。

## タイトル

### クラブ
アル・ザマレク
- エジプト・プレミアリーグ: 2014–15
- エジプト・カップ: 2012–13, 2014–15, 2015–16
- エジプト・スーパーカップ: 2016

### 個人
- エジプト・プレミアリーグベスト11: 2014–15, 2015–16
- アフリカユース選手権2011ベスト11